# Folkomröstningen om införande av euron i Danmark 2000

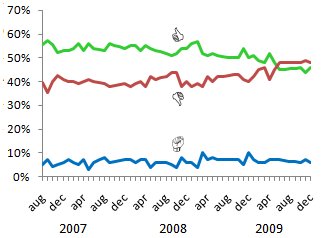
Euroopinionen i Danmark sedan augusti 2006.

Folkomröstningen om införande av euron i Danmark 2000  hölls den 28 september år 2000 i Danmark. Resultatet blev en majoritet för nej (53,2 %).

## Ny folkomröstning
Regelbundna opinionsundersökningar gjorda av den danska dagstidningen Børsen brukar dock visa på att en klar majoritet av danskarna är för en anslutning till euroområdet och därmed införandet av euron. Undersökningen från april 2010 visade att 52 % av danskarna var för införande av euron medan 41 % var emot. Lars Løkke Rasmussen, som var statsminister mellan april 2009 och oktober 2011, meddelade den 13 maj 2009 att hans regering planerade att hålla en folkomröstning inom 18 månader, det vill säga under den dåvarande mandatperioden.
Observera att det saknas statistik sedan april 2010.